# 中国工农红军第二十九军
中国工农红军第二十九军，简称红二十九军，是中国工农红军地方部队之一。
1930年李立三路线时期，中央派政治局候补委员、中央军委书记关向应以中央特派员身份到顺直策动京东暴动，建立红二十九军。 
1933年2月，陕西汉中一带组建的川陕边区游击队曾改编为红二十九军，归入红四方面军领导。4月，发生马儿岩事变，部队溃散，番号取消，改编为隶属于红四方面军的陕南游击队。
1935年12月30日，由陕北地方游击队合编而成，军长萧劲光（后李仲英、谢嵩代）、政治委员朱理治（后甘渭汉代）、副军长兼参谋长谢嵩、政治部主任刘随春，全军800余人，后扩充至2000人左右。1937年改编为国民革命军八路军129师一部，投入抗日战争战场。